# Brückenwärter

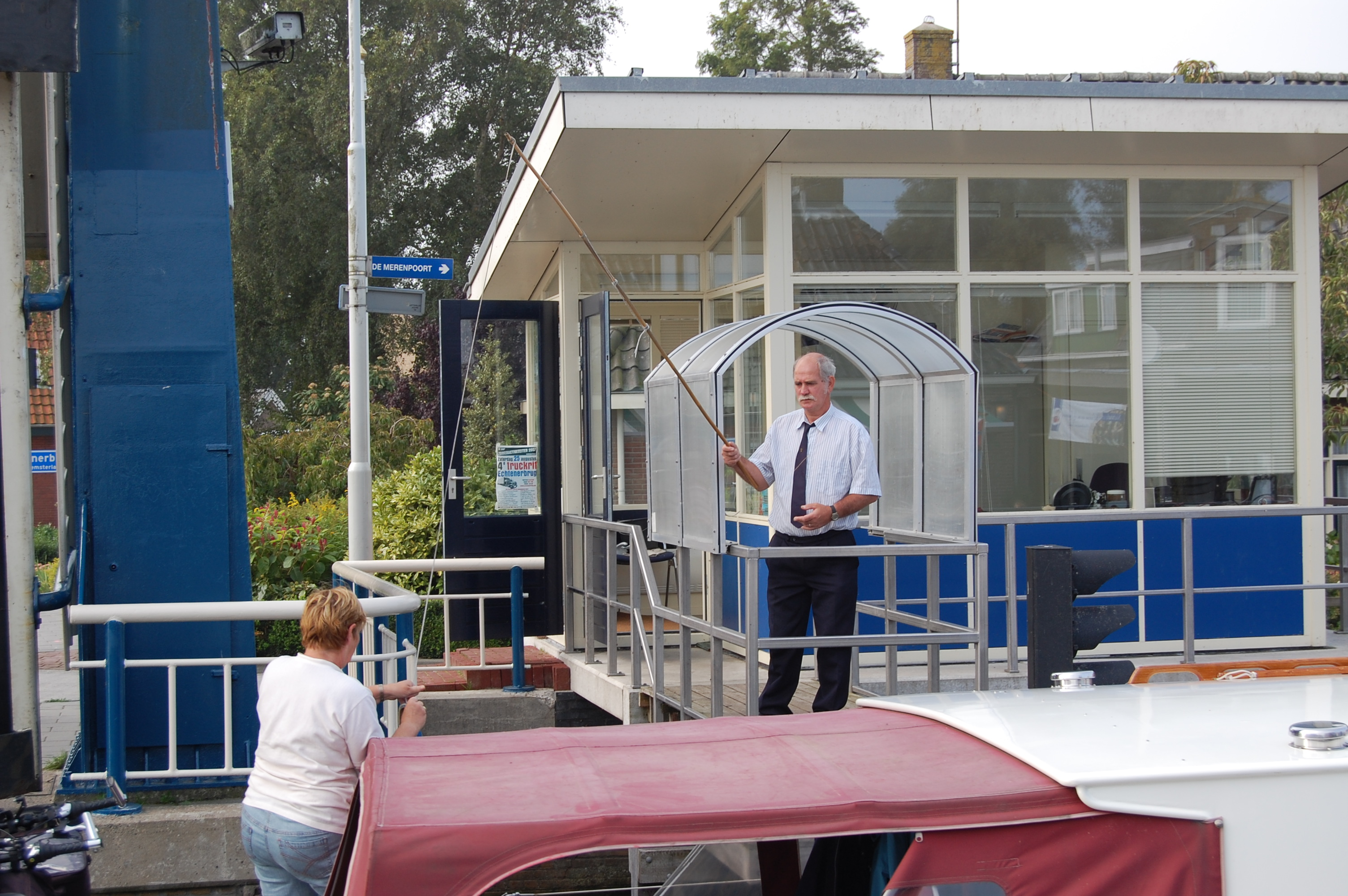
Ein Brückenwärter bei Echtenerbrug, der den Brückenzoll einzieht (2007)

Ein Brückenwärter ist für den ordnungsgemäßen und sicheren Betrieb von großen Straßenbrücken verantwortlich. Es handelt sich bei dieser Tätigkeit um eine Spezialisierung des Straßenwärters, eine eigene Ausbildung gibt es nicht. Zu den Arbeitgebern zählen in der Regel Straßen- und Autobahnmeistereien.
Zu den wesentlichen Tätigkeiten dieses Berufs zählt die Instandhaltung und Reinigung der gesamten Brücke. Eine besondere Bedeutung kommt dem Winterdienst zu, da sich auf Brücken besonders rasch Glatteis bilden kann. Handelt es sich um eine Zugbrücke (beispielsweise über eine Wasserstraße), so ist der Brückenwärter auch für das Öffnen und Schließen der Brücke zuständig.